# Ofegabous
L'ofegabous (Pleurodeles waltl), també denominat papapeixos, és una espècie d'amfibi urodel de la família Salamandridae, com la majoria dels urodels europeus. Es endèmica de la península Ibèrica i el nord del Marroc.

## Nom comú
Hi ha qui esmenta la denominació gandària, provinent de les Terres de l'Ebre, únic lloc del Principat on viu. La Història Natural del Països Catalans menciona aquesta espècie amb el suposat nom comú tritó meridional, denominació no basada en la cultura popular local. Al País Valencià, aquest tritó es coneix amb el nom ofegabous i papapeixos, i sovint també amb el nom fardatxo (un nom genèric que també s'aplica als llangardaixos i sargantanes). La variant ofegabous prové del fet que es pot trobar als abeuradors per al bestiar i els ramaders pensaven que si un animal engolia un d'aquests tritons, podia morir ofegat. Cal dir que en el folklore és molt comú atribuir qualitats negatives a alguns animals sense cap raó científica.

## Morfologia
L'ofegabous és el tritó més gran d'Europa. Pot assolir els 30 cm de longitud, dels quals aproximadament la meitat corresponen a la cua. Comparada amb altres tritons, el seu aspecte és força robust. El mascle és normalment més petit i prim que la femella. Malgrat que la pell dels individus adults sembli aspra i rugosa, és suau al tacte i està coberta d'una mucositat com en tots els amfibis. La coloració dels ofegabous pot variar del gris fosc a gris clar en la zona dorsal, amb la zona ventral gairebé blanca. Tenen una filera de punts vermells als costats del cos on es poden veure unes protuberàncies causades per les puntes de les costelles. El cap es pla i amb forma de pala.

## Ecologia

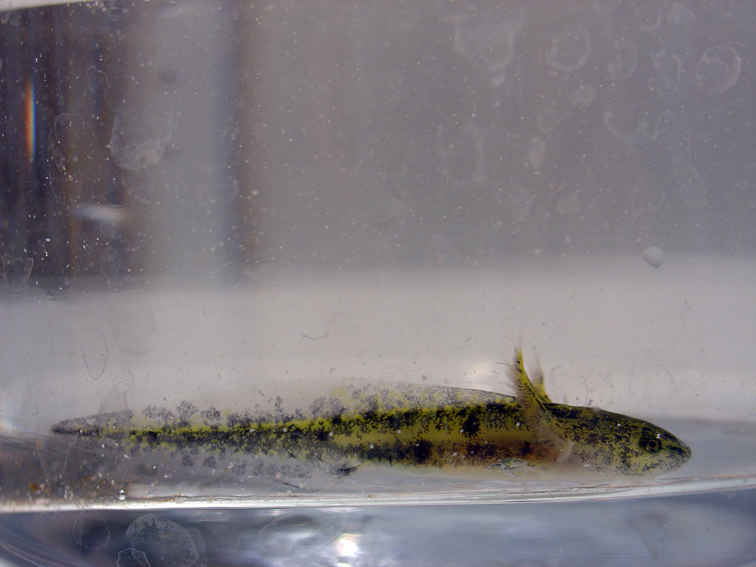
Larva d'ofegabous mostrant les brànquies externes als costats del cap

L'ofegabous és una espècie limitada al centre i sud de la península Ibèrica i a la plana costanera del nord del Marroc. A Catalunya només es coneix a les Terres de l'Ebre, on pot ser localment abundant en basses i pous. Era comú al País Valencià, on han minvat fortament les poblacions a causa de la desaparició gradual del seu hàbitat amb la proliferació d'urbanitzacions, autopistes, camps de golf, etc., i també de l'abús de fertilitzants i pesticides que contaminen les séquies i basses on viuen els ofegabous. Tot i que encara és relativament freqüent al nord del país, a la zona d'Alcalà de Xivert (Baix Maestrat), l'ofegabous es fa més rar com més al sud.
L'època de l'acoblament és durant l'hivern, d'octubre a maig; varia localment segons l'altitud. Les femelles dels ofegabous ponen els ous en petits grups adherits a objectes flotants o plantes aquàtiques. Per a desovar trien séquies, cisternes i basses, prefereixen l'aigua neta i profunda. Les larves ixen passades algunes dues setmanes. Duen brànquies externes i s'alimenten preferentment de petits crustacis, com ara dàfnies. Les larves de l'ofegabous poden completar la metamorfosi entre tres i cinc mesos. Tot i així, sovint hi ha individus que passen períodes molt més llargs en estat larvari sense eixir mai de l'aigua, fenomen que es coneix amb el nom de neotènia.
Els ofegabous poden habituar-se força bé a viure en un aquàrium de dimensions adequades a llur talla. No se sap exactament quants anys arriben a viure en l'estat natural, però en captivitat hi ha individus que han arribat a quinze anys.
Encara que els agrada viure gairebé tot l'any en l'aigua, en casos d'urgència, quan la bassa en què vivien s'ha assecat, els ofegabous poden sortir a terra. També poden sortir si les condicions d'humiditat són favorables, sobretot a la nit o durant les pluges. No els agraden els bassals petits, on l'aigua s'escalfa massa, ni els corrents d'aigua ràpids. Les basses profundes amb vegetació natural constitueixen llur habitat ideal. Mengen cucs, larves d'insectes i petits crustacis i normalment aquests animals són més actius al vespre que no pas al migdia.
Els ofegabous viuen al fons de les basses o pous, i es refugien sovint sota la vegetació aquàtica o sota les pedres. L'enemic principal d'aquests animals és la colobra escurçonera que sovint es fica a les basses o cisternes i que pot empassar-se un ofegabous adult sencer.